# Pop Martinac
Pop Martinac, bio je hrvatski glagoljaški pisar, kaligraf i iluminator iz 15. stoljeća. Smatra se začetnikom hrvatskog domoljubnog pjesništva. Bio je iz roda Lapčana.
Njegov najznačajniji rukopis nalazi se u Drugom novljanskom brevijaru, glagoljaškom kodeksu od 500 listova, kojega je na Grobniku od 1484. do 1494. godine prepisivao za pavlinski samostan u Novom Vinodolskom. U njemu je praznine u stupcima popunjavao je svojim zapisima. Najpoznatiji je onaj iz 1493. godine, poznat kao Zapis popa Martinca o Krbavskoj bitci i teškom stanju u Hrvatskoj nakon poraza hrvatskoga plemstva, a nalazi se između temporala i kalendara (folia 267 a-d). U tom se zapisu nadahnutom biblijskom Knjigom Juditinom  piše mješavinom hrvatskog i staroslavenskog jezika o zlodjelima Turaka što "...nalegoše na jazik hrvatski...".

## Vanjske poveznice
- Gordana Čupković, Zapis popa Martinca kao spomenik književnog djelovanja // Umjetnost riječi: časopis za nauku o književnosti, god. 53 (2009.), 1-2, Zagreb, siječanj - lipanj, str. 1. – 27.
- Zapis popa Martinca o bitki na Krbavskom polju godine 1493., na croatianhistory.net
- Edvin Bukulin, Zapis popa Martinca o Krbavskoj bitci 1493., Riječ: glasnik hrvatske kulturne zajednice, Wiesbaden, br. 19, srpanj 1998., (tekst Zapisa popa Martinca na današnjem hrv. jeziku na str. 19.)